# Grigori Jefimovitsj Groemm-Grzjimajlo
Grigori Jefimovitsj Groemm-Grzjimajlo (Russisch: Григо́рий Ефи́мович Грумм-Гржима́йло) (Sint-Petersburg, 17 februari 1860 – Sint-Petersburg, 3 maart 1936) was een Russische zoöloog die vooral bekend is geworden om zijn expedities naar Centraal-Azië (Pamir, Buchara, Tiensjan, Gansu en Qinghaimeer), West-Mongolië, Toeva en het Russische Verre Oosten.
Hij schreef zijn eerste wetenschappelijke werk op 21-jarige leeftijd over enkele Lepidoptera van de Krim (1882, vol. 8 van de Proceedings of the Russian Entomological Society).
Hij was verbonden aan professor Modest N. Bogdanov van het Museum van St. Petersburg en droeg er veel van zijn eigen collecties aan bij. Hij bestudeerde ook de collecties van het museum die waren gemaakt door Nikolaj Przjevalski, Grigori Potanin, Pjotr Semjonov-Tjan-Sjanski en andere ontdekkingsreizigers van Centraal-Azië.
Vanaf 1882 bestudeerde Groemm-Grzjimajlo de vlinders uit het gebied dat vroeger Bessarabië heette, en van het Gouvernement Podolië, de Krim en de Baltische staten en raakte geïnteresseerd in zoögeografie. Tijdens het verzamelen in de buurt van Sarepta ontmoette hij de Duitse verzamelaar E. Rückbeil. Hij ontmoette ook de groothertog Nicolaas Michajlovitsj Romanov die hem voorstelde zijn werk te publiceren. Hij beloofde ook zijn steun aan een expeditie naar Pamir. In 1884 begon hij aan zijn eerste Pamir-expeditie, waarbij hij het Alaigebergte bezocht en de Fedtsjenko-gletsjer bereikte. Hij bezocht Qinghaimeer en keerde terug. Hij verzamelde er 12.000 insecten, waarvan er dertig nieuw waren voor de wetenschap. Aangespoord door de belangstelling voor zijn werk, maakte hij in 1885 een tweede expeditie waarbij hij 20.000 insecten verzamelde.
Zijn derde expeditie was in 1886 langs de rivier de Kara-Darya en vervolgens omhoog langs de Naryn-vallei naar de stad Naryn, en vandaar naar het zuiden richting via de Zijderoute naar Tash Rabat en het meer van Čatyr-Köl. Ze gingen tot Kaxgar en vervolgens terug naar Oš.
Expedities die tussen 1889 en 1890 met zijn jongere broer luitenant Michail Jefimovitsj Groemm-Grzjimajlo werden uitgevoerd, waren bedoeld om exemplaren van het  Przewalskipaard terug te brengen. Na het vangen van twee wilde paarden in Noordwest-China, slaagden ze er tevens in om 1048 vogels te verzamelen. Ze legden 8.600 km af.
Hij maakte in de daaropvolgende jaren nog een aantal expedities, maar hij verloor later veel van zijn vroegere interesse in de entomologie, gedeeltelijk als gevolg van een conflict met de sponsor van zijn expedities. Hij vond het een probleem dat hij wat hij verzamelde moest overdragen aan Nicolaas Michajlovitsj Romanov, terwijl hij een privécollectie wilde aanleggen. Hij werd beschuldigd van het verduisteren van het verzamelde materiaal en financiële problemen dwongen hem een deel van zijn collectie te verkopen aan Henry John Elwes. Veel van de door hem verzamelde vlinders en kevers bevinden zich nu in het Zoölogisch Museum van Sint Petersburg.
Hij ontving in 1907 de Constantine-medaille van het Russisch Geografisch Genootschap.

## Enkele publicaties
- Novae species et varietas Rhopalocerum Horae Societatis Entomologicae Rossicae, 22: 303-307 (1888)
- Le Pamir et la faune lépidoptérologique. Mém. lépidop. Ed. N. M. Romanoff 4 volumes 576 p., 21 pl. (1890)
- Lepidoptera nova in Asia centrali novissime lecta et descripta Horae Societatis Entomologicae Rossicae. 25 (3-4): 445-465 (1891)
- Lepidoptera nova vei parum cognita regionis palaearcticae. I. Ezhegod. Zool Mus. Imp. Akad. Nauk, Ann. Mus. Zool. Acad. Imp. Sc. Volume 4 (1899) (in Russian).
- Lepidoptera nova vel parum cognita regionis palaearcticae. II. Ezhegod. Zool. Mus. Imp. Acad. Nauk, Ann Mus. Zool. Acad. Imp. Sc., Volume 7 (1902) (in Russian)

- Author citation (botany): Grumm-Grzhim.
- Gemeinsame Normdatei: 101500726
- International Standard Name Identifier: 0000 0000 2138 6804
- Library of Congress Control Number: nr94004416
- Nationale Bibliotheek van Tsjechië: js2016933412
- Nationale Bibliotheek van Israël: 987007423424105171
- Système universitaire de documentation: 07330008X
- Virtual International Authority File: 47525378
- WorldCat: E39PCjBXVwXmBKkB8KchWrKFfC